# Дичина

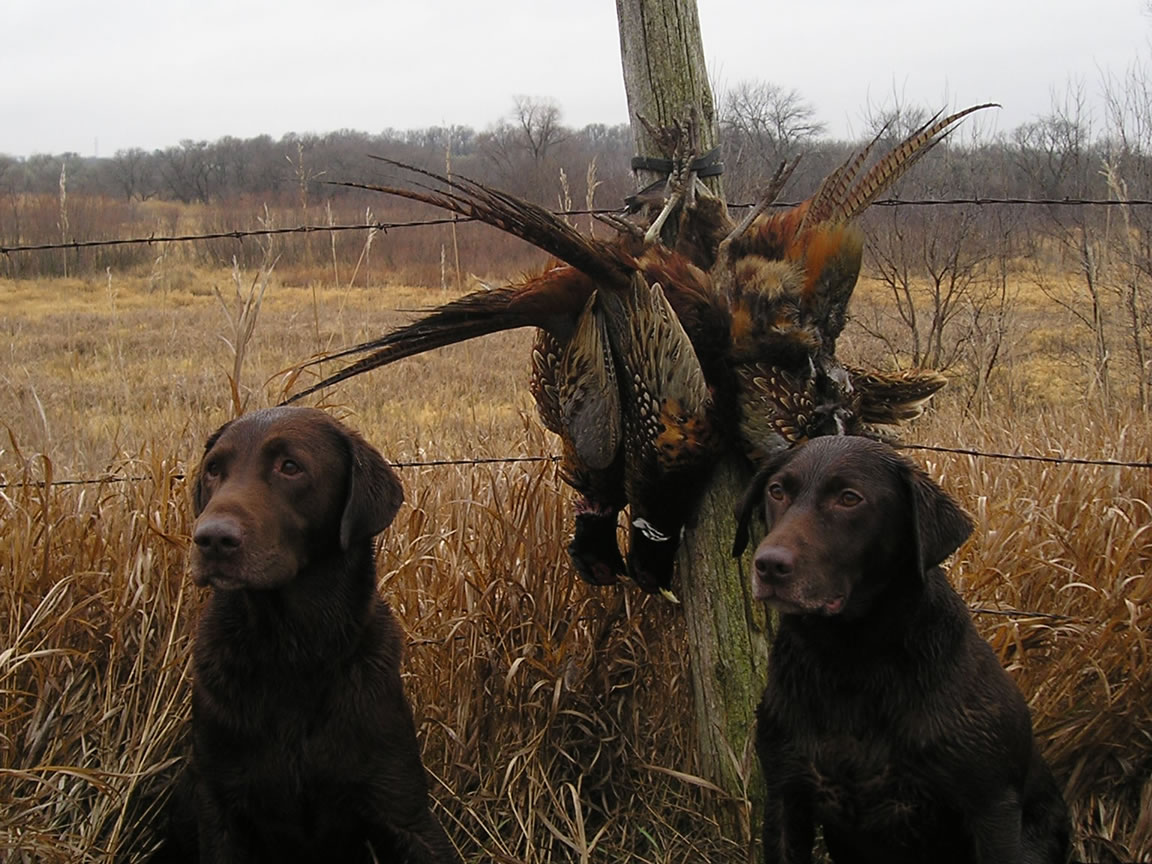
Мисливські пси зі здобутими фазанами

Дичина́ — будь-яка дика тварина, на яку полюють заради продуктів тваринного походження (насамперед м'яса), заради відпочинку («спортивного») або заради трофеїв. Види тварин, на яких полюють як на дичину, різняться залежно від місцевої юрисдикції, хоча більшість з них — це наземні ссавці та птахи. Рибу, виловлену в некомерційних цілях (рекреаційна риболовля), також відносять до дичини (мисливська риба). Дичина є частиною мисливської фауни.

## За країною
Спектр видів тварин, на яких полюють люди, відрізняється в різних частинах світу. На це впливають, зокрема, клімат, розмаїття фауни, народні традиції та місцеве законодавство.
У деяких країнах дичину класифікують, у тому числі й з точки зору необхідних ліцензій, як «дрібну» та «велику дичину». 

### Україна

#### Мисливські звірі

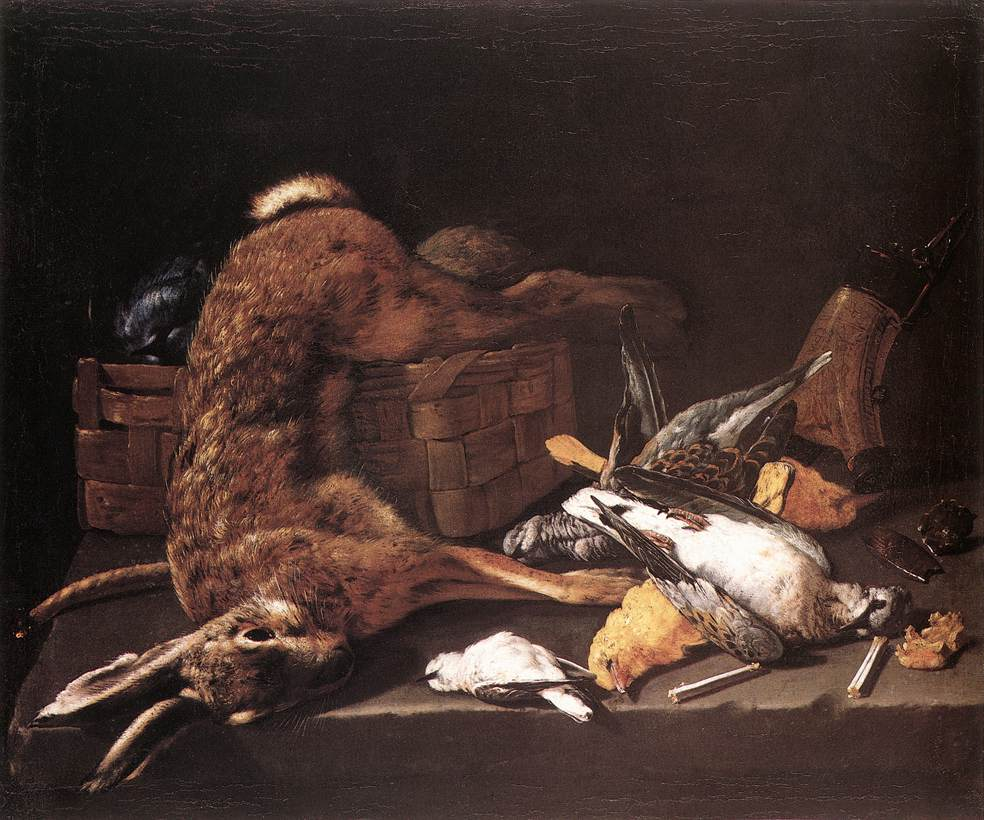
Джузеппе Рекко, «Натюрморт з дичиною»

Загалом виділяють близько 40 видів мисливських звірів. Основні з них:
- Заєць сірий
- Кріль європейський
- Олень благородний
- Сарна європейська
- Олень японський
- Лань європейська
- Лось звичайний
- Кабан дикий
- Рись євразійська
- Вовк
- Лис рудий
- Куниця лісова
- Куниця кам'яна
- Тхір лісовий
- Норка європейська
- Горностай
- Візон річковий
- Видра річкова
- Вивірка звичайна
- Ондатра мускусна
- Бобер європейський
- Єнотоподібний собака
- Борсук європейський

#### Перната дичина
До мисливських птахів в Україні можна віднести 132 види, зокрема:
- Перепілка звичайна
- Куріпка сіра
- Лиска звичайна
- Курочка водяна
- Пірникоза велика
- Припутень
- Фазан звичайний
- Тетерук євразійський
- Лебідь-шипун
- Качкові
- Кулики

## Готування

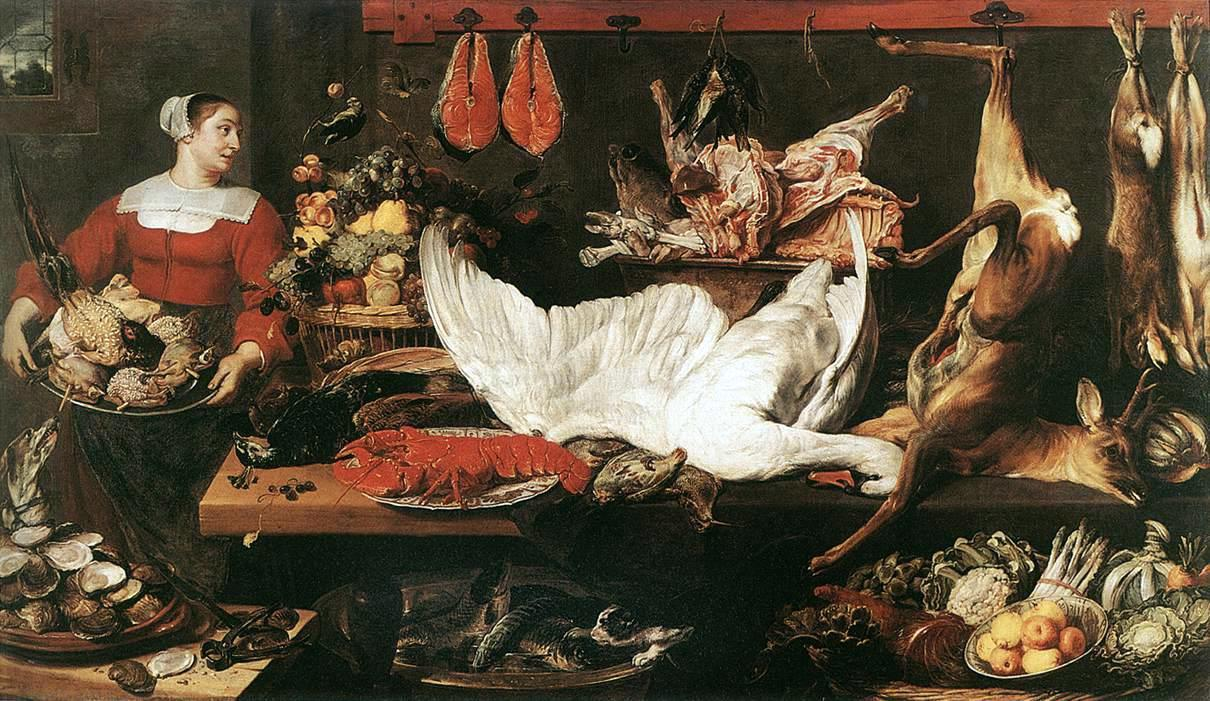
Франс Снейдерс, «Комора», Королівські музеї витончених мистецтв

Зазвичай дичину готують так само як і м'ясо, вирощене на фермах. Оскільки м'ясо деяких видів дичини є більш пісним, ніж магазинна яловичина, пересмажування є поширеною помилкою, якої можна уникнути за умови правильного приготування. Іноді її готують на грилі або слабкому вогні, щоб зробити її більш ніжною, оскільки деякі види дичини мають тенденцію бути жорсткішими, ніж м'ясо, вирощене на фермах. Інші способи приготування включають маринування, запікання у пиріг або рагу, наприклад, заяче рагу. 

### Безпечність
Норвезьке управління з безпеки харчових продуктів вважає, що дітям, вагітним жінкам, жінкам фертильного віку та людям з високим кров'яним тиском не слід вживати дичину, вбиту свинцевими набоями, частіше одного разу на місяць. Діти, які часто їдять таку дичину, можуть мати дещо нижчий IQ, оскільки свинець впливає на розвиток центральної нервової системи. Цього можна уникнути, якщо полювати зі стрілами або мідними кулями.

### Вживання в їжу
- Бушміт
- Їжа давніх римлян
- Кухня корінних американців